# Tornehamns kyrkogård

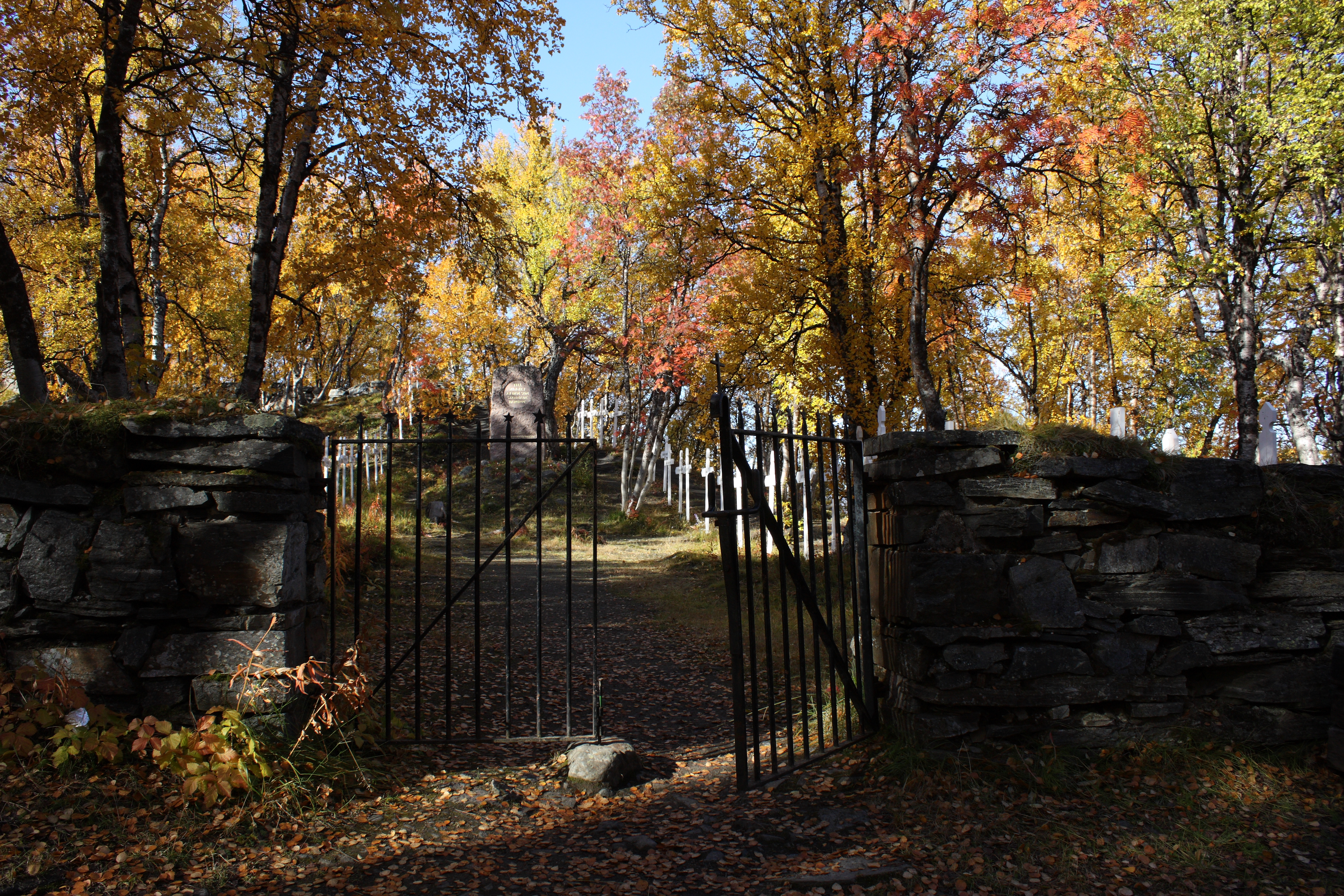
Tornehamns kyrkogård

Tornehamns kyrkogård, även kallad Rallarkyrkogården, är en kyrkogård i närheten av Björkliden i västra Kiruna kommun.

## Historik

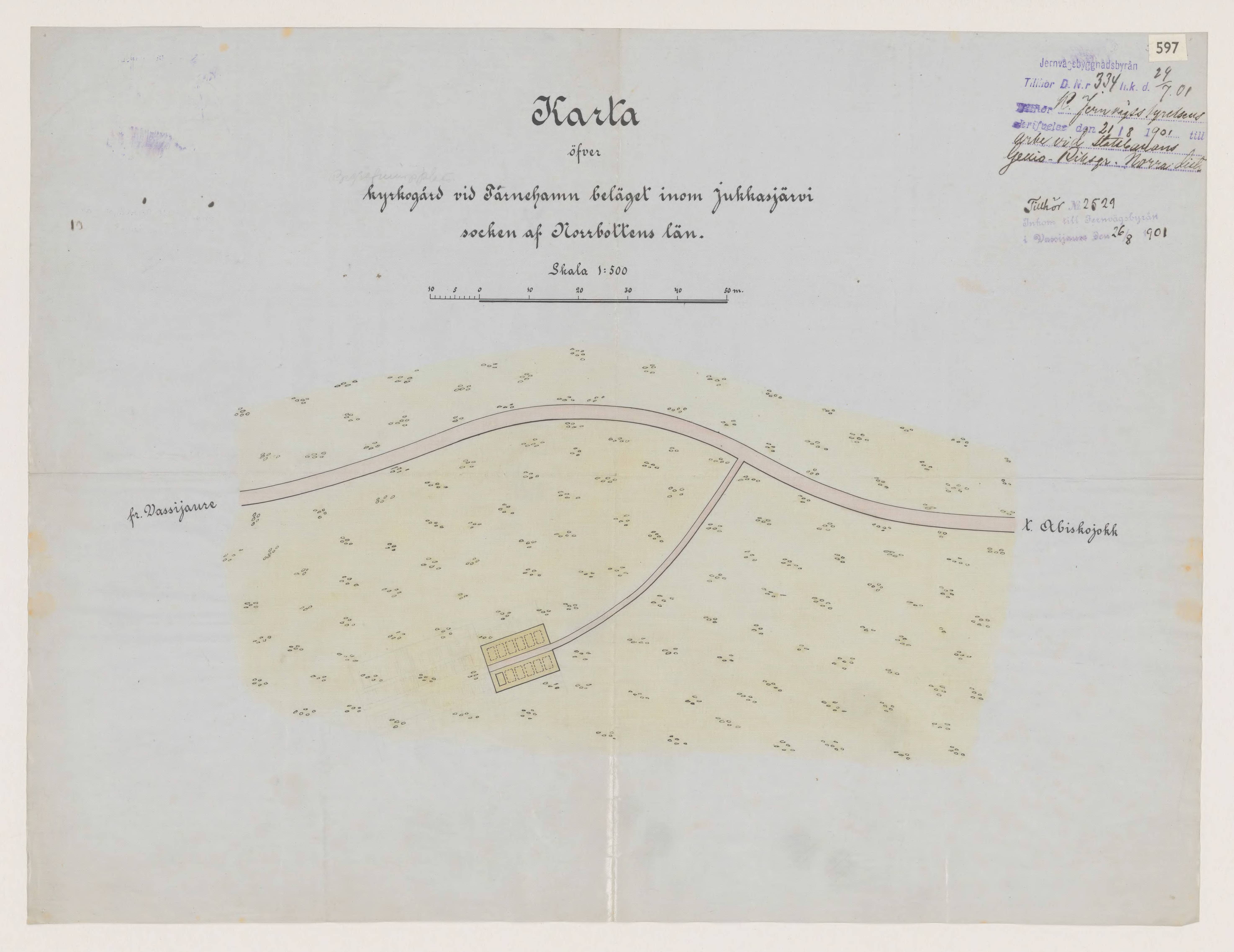
Karta över kyrkogården, från 1901.

Kyrkogården anlades  i närheten av Björkliden för att begrava dem som dog vid bygget av Malmbanan. Den påbörjades 1899 då en plats mellan banan och gamla materielvägen valdes ut och den första begravningen ägde rum. Kyrkogården invigdes formellt 1902.
Kyrkogården har sedan byggts ut i olika etapper och fick sin nuvarande form 1937 då SJ överlämnade den till Jukkasjärvi församling. Här vilar de som omkom av skador och olyckor, men även de som dog av sjukdomar som härjade vid järnvägsbygget. På senare tid har även döda med anknytning till trakten begravts här. På kyrkogården finns ett kapell uppfört 1899, där en förteckning över de gravsatta med gravkarta hänger på väggen.
Man når platsen via den gamla forvägen från Tornehamn, där det finns en besöksparkering.

## Kända personer gravsatta på kyrkogården
- Axel Granholm[5]
- Anne Rebekka Hofstad, känd som "Svarta Björn"[6]
- Kjell Leander Engström
- Styrbjörn Leander-Engström
- Tord Leander Engström